# Bojan M. Đukić
Bojan M. Đukić (Beograd, 9. april 1956 — Beograd, 11. mart 2023) bio je srpski autor stripova, animator, publicista i pedagog. Jedan od najvažnijih aktivista i popularizatora srpskog i jugoslovenskog stripa 1980-ih.

## Karijera u Jugoslaviji do 1991.
Diplomirao je dramaturgiju na beogradskom Fakultetu dramskih umetnosti. Jedan je od osnivača stripske grupe "Beogradski krug 2".
Svoje stripove, scenarije, prikaze i eseje objavljivao je u najvažnijim jugoslovenskim specijalizovanim i nespecijalizovanim časopisima (Pegaz, izdanja „Dečjih novina“, „Forum Marketprinta“, „Vjesnika“, „Politike“...).
Pored autorskih stripova („Slonica Slavica“), kao crtač je radio i popularne komercijalne licencne serijale zapadnog porekla (Tom i Džeri, „Bil i Bul“, „Kondor“)
Na konkursu za strip lista Mladost 1988. osvojio je drugu nagradu u kategoriji stripskog kaiša.

## Karijera u Velikoj Britaniji 1991-2008.
Od 1991. do 2008. sa porodicom živeo u Londonu. Prve dve godine u Velikoj Britaniji proveo je kao animator „Amblimation/Universal pictures“ Ltd. studija Stivena Spilberga za animirane filmove.
Nakon toga je bio samostalni crtač stripova za izdavača „Fleetway Editions“ (kreirao im je dve serije „Wonderboy“-a) i „Marvel Comics Group“.
Bio je predavač vizuelne naracije i crtanja bez modela u „London Cartoon Centre“. Ilustrovao je udžbenik crtanja Encyclopedia of Cartooning Techniques (izdavač „Quarto Publishing“).
Bio je jedan od urednika njujorškog Comics Interview i stalni kolumnista londonskog Comics Forum.

## Nova karijera u Srbiji
Po povratku u Beograd, Đukić se aktivno uključuje u srbijansku stripsku scenu kao aktivista (član odbora Međunarodnog salona stripa u Studentskom kulturnom centru), autor (strip „Smešna strana srpske stvarnosti“ sa Sinišom Radovićem za beogradski dnevnik Press) i pedagog (serija predavanja o tehnikama stripa).

## Priznanja
- Zvanje Vitez od duha i humora (Gašin sabor, 2018), dodeljuju Centar za umetnost stripa Beograd pri Udruženju stripskih umetnika Srbije i Dečji kulturni centar Beograd[2]

## Literatura
- Zdravko Zupan, Vek stripa u Srbiji, Kulturni centar — Galerija savremene umetnosti, Pančevo, 2007.
- Slobodan Ivkov: 60 godina domaćeg stripa u Srbiji (1935—1995), Galerija „Likovni susret“, Subotica, 1995. E-izdanje: Projekat Rastko

## Spoljašnje veze
- Medenica, Mihailo. „Čovek koji je spasao Asteriksa“ Архивирано на веб-сајту  (10. мај 2010) (intervju sa crtačima Bojanom M. Đukićem i Sinišom Radovićem), dnevnik Pres, Beograd, 18. januar 2009.
- „Smešna strana srpske stvarnosti“ Архивирано на веб-сајту  (12. јануар 2010), serijal političkih stripova. Scenario Mihailo Medenica, crtež Siniša Radović i Bojan M. Đukić, dnevnik Pres, Beograd.